# Sylvain Dufour
Sylvain Dufour (ur. 19 listopada 1982 w Saint-Dié-des-Vosges) – francuski snowboardzista, dwukrotny wicemistrz świata.

## Kariera
Po raz pierwszy na arenie międzynarodowej pojawił się 23 stycznia 1999 roku w Combloux, gdzie w zawodach FIS Race zajął 14. miejsce w gigancie. W 2000 roku wystartował na mistrzostwach świata juniorów w Berchtesgaden, gdzie był czternasty w slalomie równoległym (PSL). Jeszcze dwukrotnie startował na zawodach tego cyklu, jego najlepszy wynikiem było kolejne czternaste miejsce w tej konkurencji na mistrzostwach świata juniorów w Nassfeld w 2001 roku.
W zawodach Pucharu Świata zadebiutował 27 listopada 1999 roku w Tignes, zajmując 81. miejsce w gigancie równoległym (PGS). Pierwsze pucharowe punkty wywalczył 6 grudnia 2002 roku w Tandådalen, zajmując 37. miejsce w tej samej konkurencji. Na podium zawodów tego cyklu po raz pierwszy stanął 14 grudnia 2008 roku w Limone Piemonte, kończąc rywalizację w PGS na drugiej pozycji. W zawodach tych rozdzielił dwóch Kanadyjczyków: Matthew Morisona i Jaseya-Jaya Andersona. Najlepsze wyniki osiągnął w sezonie 2013/2014, kiedy to zajął drugie miejsce w klasyfikacji generalnej PAR, a w klasyfikacji PSL zdobył Małą Kryształową Kulę.
Największe sukcesy osiągnął w 2009 roku, kiedy podczas mistrzostw świata w Gangwon zdobył srebrne medale w gigancie równoległym i slalomie równoległym. W pierwszej z tych konkurencji uplasował się między Andersonem i Morisonem, a dwa dni później rozdzielił Austriaka Benjamina Karla i Niemca Patricka Busslera. Był też między innymi dziesiąty w PSL na mistrzostwach świata w Stoneham w 2013 roku. W 2010 roku wystąpił na igrzyskach olimpijskich w Vancouver, gdzie zajął dziesiąte miejsce w gigancie równoległym. Brał też udział w rozgrywanych cztery lata później igrzyskach w Soczi, gdzie rywalizację w PGS ukończył na szesnastej pozycji, a w PSL był jedenasty. W 2018 roku wystąpił na igrzyskach olimpijskich w Pjongczangu, gdzie był czwarty w PGS. Walkę o podium przegrał tam z Žanem Koširem ze Słowenii.

## Osiągnięcia

### Igrzyska olimpijskie
| Miejsce | Dzień     | Rok  | Miejscowość | Konkurencja       | Zwycięzca          |
| ------- | --------- | ---- | ----------- | ----------------- | ------------------ |
| 10.     | 27 lutego | 2010 | Vancouver   | Gigant równoległy | Jasey-Jay Anderson |
| 16.     | 19 lutego | 2014 | Soczi       | Gigant Równoległy | Vic Wild           |
| 11.     | 22 lutego | 2014 | Soczi       | Slalom równoległy | Vic Wild           |
| 4.      | 24 lutego | 2018 | Pjongczang  | Gigant równoległy | Nevin Galmarini    |

### Mistrzostwa świata
| Miejsce | Dzień       | Rok  | Miejscowość   | Konkurencja       | Zwycięzca          |
| ------- | ----------- | ---- | ------------- | ----------------- | ------------------ |
| 31.     | 18 stycznia | 2005 | Whistler      | Gigant równoległy | Jasey-Jay Anderson |
| 23.     | 19 stycznia | 2005 | Whistler      | Slalom równoległy | Jasey-Jay Anderson |
| 22.     | 16 stycznia | 2007 | Arosa         | Gigant równoległy | Rok Flander        |
| 27.     | 17 stycznia | 2007 | Arosa         | Slalom równoległy | Simon Schoch       |
| 2.      | 20 stycznia | 2009 | Gangwon       | Gigant równoległy | Jasey-Jay Anderson |
| 2.      | 21 stycznia | 2009 | Gangwon       | Slalom równoległy | Benjamin Karl      |
| 11.     | 19 stycznia | 2011 | La Molina     | Gigant równoległy | Benjamin Karl      |
| DNF     | 21 stycznia | 2011 | La Molina     | Slalom równoległy | Benjamin Karl      |
| 13.     | 25 stycznia | 2013 | Stoneham      | Gigant równoległy | Benjamin Karl      |
| 10.     | 27 stycznia | 2013 | Stoneham      | Slalom równoległy | Rok Marguč         |
| 23.     | 22 stycznia | 2015 | Kreischberg   | Slalom równoległy | Roland Fischnaller |
| 18.     | 23 stycznia | 2015 | Kreischberg   | Gigant równoległy | Andriej Sobolew    |
| 22.     | 15 marca    | 2017 | Sierra Nevada | Slalom równoległy | Andreas Prommegger |
| 35.     | 16 marca    | 2017 | Sierra Nevada | Gigant równoległy | Andreas Prommegger |
| 20.     | 4 lutego    | 2019 | Park City     | Gigant równoległy | Dmitrij Łoginow    |
| 20.     | 5 lutego    | 2019 | Park City     | Slalom równoległy | Dmitrij Łoginow    |
| 33.     | 1 marca     | 2021 | Rogla         | Gigant równoległy | Dmitrij Łoginow    |
| 29.     | 2 marca     | 2021 | Rogla         | Slalom równoległy | Benjamin Karl      |

### Puchar Świata

#### Miejsca w klasyfikacji generalnej
- sezon 2000/2001: -
- sezon 2001/2002: -
- sezon 2002/2003: 30.
- sezon 2003/2004: 19.
- sezon 2004/2005: -
- sezon 2005/2006: 68.
- sezon 2006/2007: 172.
- sezon 2007/2008: 136.
- sezon 2008/2009: 12.
- sezon 2009/2010: 38.
  - PAR[2]
- sezon 2010/2011: 27.
- sezon 2011/2012: 22.
- sezon 2012/2013: 10.
- sezon 2013/2014: 2.
- sezon 2014/2015: 13.
- sezon 2015/2016: 22.
- sezon 2016/2017: 16.
- sezon 2017/2018: 13.

#### Zwycięstwa w zawodach
1. Valmalenco – 19 marca 2011 (gigant równoległy)
2. Carezza – 14 grudnia 2013 (slalom równoległy)
3. Sudelfeld – 1 lutego 2014 (gigant równoległy)
4. Bansko – 5 lutego 2017 (gigant równoległy)

#### Pozostałe miejsca na podium w zawodach
1. Limone Piemonte – 14 grudnia 2008 (gigant równoległy) - 2. miejsce
2. Bayrischzell – 31 stycznia 2009 (gigant równoległy) - 3. miejsce
3. Rogla – 8 lutego 2013 (gigant równoległy) - 3. miejsce
4. Rogla – 18 stycznia 2014 (gigant równoległy) - 3. miejsce
5. Cortina d’Ampezzo – 15 grudnia 2017 (gigant równoległy) - 3. miejsce
6. Pjongczang – 17 lutego 2019 (gigant równoległy) - 2. miejsce

- W sumie (4 zwycięstwa, 2 drugie i 4 trzecie miejsca).